# ISAS
ISAS (Institute of Space and Aeronautical Science) (宇宙科学研究所) var Tokyos Universitets rumfartsafdeling indtil ISAS kom under Japans undervisningsministerium i 1981. Den 1. oktober 2003 blev ISAS indlemmet i JAXA .
I 1955 blev forbuddet mod at udvikle raketter ophævet og professor Hideo Itokawa fra Tokyos Universitet opsendte små 'Baby'- og 'Pencil'-raketter på 23 cm mod vest over det Japanske Hav.
I februar 1962 blev Kagoshima-rumhavnen etableret på Kyushu på 31° 14’ nordlige breddegrad. Herfra kunne raketter opsendes mod øst over Stillehavet og udnytte Jordens rotation. ISAS opsendte Kappa- og Lambda-faststofraketter på suborbitale flyvninger med raketsonder.
Den 11. februar 1970 opsendte en opgraderet Lambdaraket Japans første satellit Ohsumi på 24 kg.
Senere udviklede ISAS tretrinsraketten Mu (μ). Faststofraketten blev videreudviklet fra M-3 til M-V og opsendte udelukkende astronomisatellitter, rumsonder og anden grundforskning.
| arbejdstitel | opsendt        | raket   | japansk navn           | opgave                                 |
| SS-1         | 28. sept. 1971 | M-4S-3  | Shinsei (Ny stjerne)   | plasma og kosmisk stråling             |
| SS-2         | 19. aug.1972   | M-4S-4  | Denpa (Radiobølge)     | plasma, elektron flux og geomagnetisme |
| SS-3         | 24. feb. 1975  | M-3C-2  | Taiyo (Solen)          | Røntgen og UV                          |
| Exos A       | 4. feb. 1978   | M-3H-2  | Kyokko (Nordlys)       | nordlysbilleder                        |
| Exos B       | 16. sept. 1978 | M-3H-3  | Jikiken (Magnetosfære) | plasma resonans                        |
| Exos C       | 14. feb. 1984  | M-3S-4  | Ohzora (himmel)        | Øvre atmosfære                         |
| Exos D       | 21. feb. 1989  | M-3II-4 | Akebono (Daggry)       | nordlysbilleder                        |

SS betyder Science Satellite
| arbejdstitel | opsendt          | raket  | japansk navn                      | opgave          |
| CORSA-A      | 4. februar 1976  | M-3C-3 | fiasko, derfor intet japansk navn | røntgensatellit |
| CORSA-B      | 21. februar 1979 | M-3C-4 | Hakucho (svane)                   | røntgensatellit |

CORSA – (COsmic Radiation SAtellite)
| ASTRO-A  | 21. februar 1981 | M-3S-2  | Hinotori (Føniks)                 | røntgensatellit.    |
| ASTRO-B  | 20 februar 1983  | M-3S-3  | Tenma (Pegasus)                   | røntgensatellit.    |
| ASTRO-C  | 5. februar 1987  | M-3II-3 | Ginga (galakse)                   | røntgensatellit.    |
| ASTRO-D  | 20. februar 1993 | M-3II-7 | Asuka (flyvende fugl)             | røntgenteleskop.    |
| ASTRO-E  | 10 februar 2000  | M-V     | fiasko, derfor intet japansk navn | røntgenteleskop.    |
| ASTRO-E2 | 10. juli 2005    | M-V     | Suzako (rød fugl fra syden)       | røntgenteleskop.    |
| ASTRO-F  | 21. februar 2006 | M-V     | Akari (lys)                       | infrarødt teleskop. |

ASTRO-G, se JAXA
| SOLAR-A | 30. august 1991 | M-3II-6 | Yohkoh (solstråle) | korona- og flareobservationer. |

SOLAR-B, se JAXA.
| MUSES-A | 24. januar 1990 | M-3II-5 | Hiten (himmelske jomfru) | månesonde med Hagoromo (engleslør) subsonde.                |
| MUSES-B | 12 februar 1997 | M-V     | Haruka (langt væk)       | radioteleskop til VLBI (Very Long Baseline Interferometry). |
| MUSES-C | 9. maj 2003     | M-V     | Hayabusa (vandrefalk)    | indsamling af prøver fra asteroiden 23143 Itokawa.          |

MUSES – (MU-rocket Space Engineering Spacecraft).
| PLANET-A | 19 august 1985 | M-3II-2 | Suisei (komet) | sonde til Halleys Komet. |
| PLANET-B | 4. juli 1998   | M-V     | Nozomi (håb)   | marssonde.               |

PLANET-C, venussonde, se JAXA.
| ingen | 1. august 1985 | M-3II-1 | Sakigake (pioner) | sonde til Halleys Komet. |

SELENE se JAXA
Rumhavnen Kagoshima med Mu-raketterne blev efterhånden bortrationaliseret under JAXA og degraderet til sporingsstationen Uchinaura. Astronomisatellitterne og rumsonderne udvikles, opsendes og drives fra 2003 af JAXA, f.eks. månesonden SELENE (Kaguya) blev startet af ISAS og overtaget af JAXA.

## Eksterne links
- JAXA Arkiveret 21. marts 2007 hos  Wayback Machine
- ISAS Arkiveret 1. maj 2008 hos  Wayback Machine

35°33′30″N 139°23′43″Ø / 35.558389°N 139.395255°Ø